# Fantastic Voyage (1984)
Fantastic Voyage (с англ. — «Фантастическое путешествие») — приключенческая лабиринтовая компьютерная игра, разработанная Джоном Р. Эдмондсом и изданная в Великобритании в 1984 году компанией Quicksilva для платформы ZX Spectrum. Игра создана по одноимённому фильму 1966 года от компании 20th Century Fox. Впоследствии к августу того же года было проведено портирование на Amstrad CPC. В 1985 году Fantastic Voyage была издана в Испании компанией Mind Games Espana S.A. и в Португалии компанией Orion.
Происходящее в игре основывается на фантастическом изобретении, позволяющем уменьшить человека с оборудованием для того, чтобы поместить его в тело больного и вылечить его от болезни. Сюжет базируется на событиях, описанных в фильме, но с тем отличием, что исследовательский аппарат во время миниатюризации разрушается, и игроку требуется не только спасти пациента, но и собрать все потерянные части и выбраться самому. Игровой процесс построен на управлении персонажем во время его приключений в лабиринте человеческих органов, и при этом игроку нужно бороться с возникающими инфекциями, вирусами, расчищать проходы, преодолевать препятствия и так далее.
Fantastic Voyage удостоилась смешанных отзывов от игровой прессы. Критиковалась повторяемость игрового процесса, графика вызвала преимущественно положительные отклики, а хорошие оценки игра получила за оригинальность, познавательность, интересность и увлекательность.

## Сюжет
Согласно сюжету фильма есть группа учёных, которые могут миниатюризировать себя и использовать специальную «подводную лодку» — аппарат, который может быть введён в тело больного человека для того, чтобы провести важную операцию «на месте» без обычного хирургического вмешательства. То есть, операция представляет собой микрохирургию, выполняемую уменьшенным в размерах человеком, который оснащён специальной экипировкой, позволяющей ему плавать в крови и выполнять с помощью лазера медицинские задачи — перемещаться по органам, находить и уничтожать вирусы, расчищать сосуды, белые клетки крови и так далее.
В игре сюжет близко соответствует идее фильма, но есть и отличия. В Fantastic Voyage о секрете миниатюризации знает только один учёный, и он хочет приехать на сверхсекретную штаб-квартиру спецслужб. Однако, на его пути вражеские саботажники устраивают аварию и учёный получает серьёзную травму головного мозга. Далее для того, чтобы выжить, необходимо срочно применить процедуру миниатюризации. Время ограничено, и управляемого игроком персонажа помещают в тело учёного. Но из-за несовершенства процедуры «подводная лодка» разрушается при попытке введения в кровь пациента и её части разносит по разным органам учёного. Главный герой приходит в сознание во рту учёного, и у исследователя есть 60 минут на то, чтобы собрать все 8 частей аппарата и вернуться во внешний мир. При выполнении данной задачи необходимо бороться с инфекциями и вирусами, так как учёный может умереть, что приведёт и к смерти главного игрового персонажа.

## Игровой процесс

Игровой процесс Fantastic Voyage: игрок находится в печени (liver), и это показано точкой на теле. Моргает красным квадратом область левого желудочка (left ventricle), которая инфицирована. На экране летает принесённая белая клетка, применение которой избавляет от зелёного нароста выше, что освободит проход.

Fantastic Voyage является лабиринтовой приключенческой игрой, выполненной в двумерной спрайтовой графике. Лабиринт человеческих органов составляет около 70 связанных друг с другом экранов, по которым путешествует управляемый игроком персонаж, и во время перемещения игрок видит, в какой части тела он находится (см. илл.). В игре ставится задача собрать в головном мозге все 8 частей аппарата, разбросанных по труднодоступным местам тела. Полученная после сборки «подводная лодка» даёт возможность исследователю уменьшиться, пройти через зрительный нерв к глазу и выйти наружу, и таким образом спастись.
При перемещении по телу пациента игрок встречает ряд препятствий. Это открывающиеся и закрывающиеся клапаны, которые могут убить исследователя, поверхности некоторых органов, прикосновение к которым опасно, холестериновые бляшки, блокирующие проходы (так что их приходится расчищать имеющимся у игрока лазером), а также движущиеся по разным траекториям вирусы, взаимодействие с которыми также представляет опасность. Для разблокировки наростов тканей от игрока требуется перемещать лейкоциты к месту, где возникло препятствие, и таким образом его преодолевать. Вражеские персонажи имеют различное поведение, и некоторые из них могут быть уничтожены лазером. Если в организме появляется инфекция, то игра сообщает об этом с указанием места на анатомической карте человека, и игроку необходимо прибыть туда, чтобы ликвидировать опасность. После появления инфекции у пациента повышается температура, чрезвычайно высокое значение которой приводит к смерти учёного и окончанию игры.
Общее время пребывания в организме ограничено 60 минутами игрового времени, но кроме этого, у исследователя конечен запас кислорода, который может быть пополнен, если игрок найдет клетку эритроцита. Эти клетки в организме распределены неравномерно — они чаще встречаются, например, в лёгких, нежели в далёких от сердца сосудах. Если в течение длительного времени игрок не пополняет запас кислорода, то сначала отображаемый на экране исследователь становится красным, а потом прозрачным, что усложняет игру, так как управляемый персонаж становится невидимым для игрока. Игрок теряет жизнь при соприкосновении с вирусами, опасными местами органов, наростами и так далее. Всего в начале игры даётся 5 жизней, и в случае их потери игра заканчивается.
Имеющийся у игрока лазер стреляет отдельными выстрелами и только горизонтально. Во время перемещения игрок может задать движение влево и вправо, а также нажимать кнопку «плавать» (англ. swim), в результате чего управляемый персонаж начинает подниматься вверх, а при отпуске персонаж постепенно изменяет скорость и направление движения идёт вниз. Четвёртая кнопка (или направление джойстика) используется для подбора и отпуска предметов, и таким образом игрок может подбирать один предмет и оставлять его или использовать в другом месте. Лабиринт обладает особенностями несимметричности — если игрок переходит из одного экрана на второй, то не всегда при обратном переходе получится первый экран. Ещё в лабиринте присутствуют места, где при переходе в одном направлении, но в разные проходы, персонаж перемещается на разные экраны.

## Разработка и выпуск
Fantastic Voyage разработана на основе ранее вышедшей компьютерной игры Blood 'n' Guts и во многом повторяет её игровой процесс. В марте 1984 года фактически работа шла над одной игрой, и вопрос о её названии был открытым. В итоге вышло две похожих игры — Blood 'n' Guts и Fantastic Voyage, — первая из которых не получила большой популярности, а вторую издатель Quicksilva выпустил после получения лицензии по фильму «Фантастическое путешествие». Так Fantastic Voyage стала официально лицензированной версией фильма компании 20th Century Fox, сотрудничество с которой проходило в форме tie-in licence.
Обе игры разработаны для компьютеров ZX Spectrum Джоном Р. Эдмондсом (англ. John R. Edmonds). Дизайнером обложки и художником выступил Штейнар Лунд (англ. Steinar Lund). Во время своей работы Штейнар рисовал обычным образом, далее уменьшал изображение и помещал в утилиту GraphPad, где делались дополнительные правки, например, исправления графики по знакоместам и атрибутам. Fantastic Voyage была издана в мае 1984 года компанией Quicksilva, а впоследствии, к августу 1984 года, игра была портирована на Amstrad CPC. В 1985 году Fantastic Voyage выдержала переиздания в Испании и Португалии, где распространением занимались компании Mind Games Espana S.A. и Orion соответственно.

## Оценки и мнения
| Иноязычные издания    | Иноязычные издания | Иноязычные издания |
| Издание               | Оценка             | Оценка             |
| Издание               | Amstrad CPC        | ZX Spectrum        |
| --------------------- | ------------------ | ------------------ |
| Amstrad Action        | 67 %               |                    |
| Amstrad Computer User | [ 6 ]              |                    |
| Crash                 |                    | 78 %               |
| CVG                   |                    | 7,5/10             |
| Home Computing Weekly |                    | [ 11 ]             |
| Sinclair User         |                    | [ 12 ]             |
| Your Spectrum         |                    | [ 7 ]              |

После выпуска игры мнения журналистов были различными, но в целом они сходились в том, что Fantastic Voyage — это оригинальная, интересная и познавательная игра. К недостаткам критики отнесли повторяемость игрового процесса, мнения же о графике разделились, но по большей части были положительными.
В обзорах Fantastic Voyage сравнивали с одноимённым фильмом. Так, в Crash посетовали, что это «ещё одна игра про фильм», а в Computer and Video Games посчитали, что фильм «хронический», но несмотря на это, игра от него далеко ушла, так как разработчики не стали копировать сценарий. В Your Spectrum же прозвучало несколько иное мнение, что в игре не хватает некоторых присутствующих в фильме вещей. Нечто похожее было высказано в ретроспективной статье Retro Gamer, в том духе, что не хватает актрисы фильма Ракель Уэлч. В обзоре Home Computing Weekly решили, что игру Fantastic Voyage найдут захватывающей те, кому понравился фильм.
Критики Your Spectrum и Crash посчитали, что игровой процесс утомителен и скучен, после часа игры становится повторяющимся, и при этом слишком долго пытается удержать игрока. Но один из рецензентов Crash сообщил, что игра насыщенная в том смысле, что требует от игрока навыков даже для того, чтобы выжить несколько минут. Журналисты по-разному оценили элементы игровых механик. Так, обозреватель Crash посчитал, что симуляция микрохирургии далека от реальности, а игра представляет собой платформер с аркадными элементами. Автору обзора Amstrad Computer User не понравилась несимметричность переходов между экранами, а также то, что персонаж исчезает при недостатке кислорода. Но невидимый персонаж, напротив, понравился журналистам Crash, которые, кроме этого, положительно отозвались о сложности лабиринта. В Amstrad Action хорошо отозвались о сложности поставленной перед игроком задачи и большого пространства для исследования.
Относительно графики были разные мнения. В Crash сообщили, что графика простая, хорошо выполненная, красочная и интересная, с множеством ярких цветов. Подобное же описание дал критик Home Computing Weekly. Журналист Computer and Video Games посчитал, что графика не очень захватывающая, но стоящая. Рецензент Sinclair User решил, что графика адекватная и «к счастью» абстрактная, так как в противном случае игрок бы столкнулся с трудностями.
Прозвучали замечания по интерфейсу игры. В Amstrad Computer User пожаловались на точность отображения инфекции на карте, а в Amstrad Action управление нашли сложным. Автор публикации Computer and Video Games отметил, что в игре плавание реализовано не так утомительно, как в других играх. Журналиста Amstrad Computer User не устроили звуки при переходе между экранами, но в Home Computing Weekly звук посчитали неотвлекающим.
Ряд рецензентов говорили о том, что игра оригинальна, интересна и познавательна. Так, критик Sinclair User посчитал интересным процесс изучения игроком органов человека и их строения посредством перемещения по ним, встречаясь при этом с пульсирующими клапанами, холестерином, клетками крови и другими элементами, а сама игра — это увлекательное и оригинальное развлечение.
В ретроспективном обзоре Retro Gamer от 2008 года сказано, что игра «фантастическая». Здесь рецензент отметил, что для прохождения Fantastic Voyage требуется существенное время, а процесс избавления тела от инфекций, плавания по телу человека и поиск частей оказался для него весёлым. Помимо этого обозреватель указал на то, что игроку требуется ориентироваться в лабиринте для того, чтобы быстро справляться с задачами. Подытожив, критик сказал, что эта игра является одной из самых ранних для платформы Amstrad CPC и её поклонники должны поиграть в Fantastic Voyage. В выпуске Retro Gamer 2006 года Fantastic Voyage упомянута на 30-м месте в списке хороших игр для Amstrad CPC 464.